# カール・コルシュ
カール・コルシュ（Karl Korsch、1886年8月15日 - 1961年10月21日）は、ドイツの哲学者、マルクス主義理論家。フェビアン協会会員。元ドイツ共産党員。
テューリンゲン州法務大臣を経て、共産党所属の国会議員となったが、ソ連を批判したことで共産党を除名され、議員を辞職。国際主義、平和主義的な社会主義者としてソ連を批判し、反共主義者に転じた。晩年は科学論や論理学に傾倒した。亡命先のアメリカで死亡。

## 経歴
ハンブルク近郊のトステットという町にある銀行頭取の家庭に生まれる。ギムナジウム修了後、ミュンヘン・ベルリン・ジュネーヴ・イェーナの各大学で学び、1911年イェーナ大学で法学博士号を受けている。1912年に大学のすすめでロンドンに渡り研究を続けたが、このときフェビアン協会の会員となっている。
第一次世界大戦が始まるとドイツに帰り軍務に就くが、反戦的言動のため予備役少尉から下士官に降等され、前線に勤務し2度にわたり負傷して1918年には中尉の地位にありながらも国際主義、平和主義的な社会主義の立場をとる。1919年にドイツ独立社会民主党に加入し、翌年の合同により自動的にドイツ共産党員となる。コルシュ自身は共産党との合同に反対だったという。
1923年にテューリンゲンの社共連合政府の法務大臣となり、1924年に共産党の国会議員に選ばれ、コミンテルン第5回大会に出席している。国会内では極左派（国際共産主義グループ）として独ソ通商条約に反対し、ソビエト連邦の対外政策を「赤色帝国主義」と批判したため、1926年に共産党から除名された。決定的左派（Entsheidende Linke）を形成し機関誌『共産主義政治』の編集にあたったが、1928年に国会議員を辞職してからは特定の政治組織と関係を持つことはない。
1933年に国外に亡命しベルトルト・ブレヒトと出会った。1936年にアメリカ合衆国に移住し、1940年代には『国際評議会通信』誌や季刊誌『生きたマルクス主義』に寄稿する。
1961年にマサチューセッツ州ベルモントで死去。

## 思想
1920年代のコルシュは、マルクス主義の中の史的唯物論をマルクス主義自身の発展に適用しようと試みた。ロシア革命の成立によりウラジーミル・レーニンの弟子たちの政治解釈が神託として降りてくるようになり、ロシアやドイツでは史的唯物論が実証科学のように固定し、主観的・行動的側面をおろそかにし始めた状況を危惧していたのである。ドイツではコルシュの思想はルカーチ・ジェルジと共有され、コミンテルン議長のグリゴリー・ジノヴィエフによってその「哲学的偏向」を批判されている。
1930年代後半から、コルシュは科学論と記号論理学に傾斜し、ソ連に対する「プロレタリア独裁ではなく、プロレタリアに対する独裁」という批判を通り越して、強硬な反共主義者となった。

## 影響

### 革命への影響
コルシュの批判は、マルクス・レーニン主義の理論には受け入れられなかったが、彼の理論は依然として数十年の間、共産主義者の反体制派及び理論家の間で影響力を持ち続けた。特にドイツ、イギリス、ハンガリー、イタリアでは、その影響力は、グループによって異なるものの、1960年代後半から1970年代初頭の革命政治の短い復活とともにより重要なものとなった。

### 著名人への影響
コルシュはマルクス主義者の劇作家ベルトルト・ブレヒトを教え、親しくしていた。彼は共産党から独立していたため、コルシュを選んだ。また、社会研究所の創設者であるフェリックス・ワイル（en:Felix Weil）を指導し、影響力の強いフランクフルト学派が生まれた。さらに、ドイツのマルクス主義の歴史家アルトゥル・ローゼンベルグにも影響を与えた。間接的な弟子にはフランツ・ヤクボフスキ（en:Franz Jakubowski）やニルド・ヴィアナ（en:Nildo Viana）がいる。 シドニー・フック（en:Sidney Hook）は、1928年にベルリンで行われたコルシュの講義に出席した。

### 日本への影響
コルシュの思想は、福本和夫などによって部分的に日本の共産主義者へと紹介されたが、程なくして忘れられた。

## 著作
- 『マルクス主義と哲学』Marxismus und Philosophie 1966年
- 『カール・マルクス』Karl Marx 1967年
- Arbeitsrecht für Betriebsräte 1968年
- 『社会化における基本問題』Schriften zur Sozialisierung 1969年